# Calvert (Buckinghamshire)
Calvert is een plaats in het bestuurlijke gebied Aylesbury Vale, in het Engelse graafschap Buckinghamshire. Calvert maakt deel uit van de civil parish Calvert Green.